# Ursula Friedrich (Politikerin)

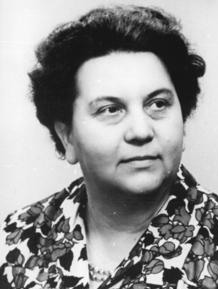
Ursula Friedrich (1969)

Ursula Friedrich, geb. Weißhuhn (* 29. März 1923 in Dresden; † 7. Dezember 1978 ebenda) war eine deutsche Parteifunktionärin der Blockpartei CDU der DDR, Redakteurin und Abgeordnete der Volkskammer.

## Leben und Wirken
Ursula Friedrich war die Tochter eines Exportkaufmanns in Dresden. Nach der Volks- und Oberschule besuchte sie von 1943 bis 1945 das Berufspädagogische Institut und die Technische Hochschule Dresden.
Nach dem Zweiten Weltkrieg arbeitete sie von 1945 bis 1950 als Gewerbelehrerin in Dresden und von 1950 bis 1956 als Dozentin für Gesellschaftswissenschaften an der Pädagogischen Schule in Dresden. Von 1951 bis 1954 studierte sie im Fernstudium Staats- und Verwaltungsrecht an der Deutschen Akademie für Staats- und Rechtswissenschaft „Walter Ulbricht“ mit dem Abschluss als Diplom-Juristin. Von 1956 bis 1958 war sie dann Dozentin an der Medizinischen Fachschule Dresden.
Seit 1946 Mitglied der CDU, war sie ab 1950 Mitglied des CDU-Landesvorstandes Sachsen und auch des Hauptvorstandes der CDU. Von 1958 bis 1961 fungierte sie gleichzeitig als Chefredakteurin der Dresdner CDU-Zeitung Die Union und der Potsdamer Märkischen Union. Sie gehörte der Volkskammer in der 1., 2. und 3. Wahlperiode von 1950 bis 1963 an. Hier war sie ab Januar 1959 stellvertretende Vorsitzende des Ausschusses für Volksbildung. Aus Gesundheitsgründen war sie von 1961 bis 1965 Hausfrau und wirkte ab 1965 als stellvertretende Verlagsleiterin des Union-Verlags in Berlin.
Seit 1950 gehörte sie dem Demokratischen Frauenbund Deutschlands an und wurde im Dezember 1957 auf dem VI. DFD-Bundeskongress stellvertretende Bundesvorsitzende.
1963 stand sie an der Spitze der von der SED organisierten Kräfte, die gegen den von Landesbischof Gottfried Noth angeregten und der Synode beschlossenen Schweige-Beschluss der Evangelisch-Lutherischen Landeskirche Sachsens protestierten.
Ursula Friedrich war seit 1952 verheiratet und hatte zwei Söhne.
Pfarrer Walter Feurich charakterisierte sie „als einen Menschen, der dem Evangelium von Jugend auf verbunden (war), seinen Glauben als Verpflichtung für ein lebendiges Engagement im politischen und gesellschaftlichen Bereich verstand und seine großen Gaben mit Klugheit und Geduld einsetzte für die anderen.“

## Auszeichnungen
- 1951 Ehrenurkunde der CDU[6]
- 1955 Ehrennadel der Nationalen Front
- 1957 Vaterländischer Verdienstorden in Bronze und 1969 in Silber[7]
- 1957 Ehrennadel des Demokratischen Frauenbundes Deutschlands in Silber und 1962 in Gold
- 1965 Clara-Zetkin-Medaille
- 1965 Otto-Nuschke-Ehrenzeichen in Silber
- 1966 Ehrennadel der Gesellschaft für Deutsch-Sowjetische Freundschaft in Gold
- 1966 Ernst-Moritz-Arndt-Medaille